# Nikki Jayne
Nikki Jayne (née le 10 juin 1985) est le nom de scène d'une actrice pornographique britannique.

## Parcours
Née à Manchester,, elle a grandi dans la banlieue de Beech Hill et a suivi sa scolarité à la St John Fisher Haut. Elle a également, avec l'aide de certains de ses amis, géré le club de thé du Sacré-Cœur de l'Église Catholique de Springfield. Après avoir quitté l'école, elle étudie les arts du spectacle, puis s'initie aux études commerciales et à la psychologie, sans succès.

## Carrière
Elle tourne son premier film en République tchèque sous le nom de L'ouverture de Nikki Jayne. Neuf mois plus tard, Jayne est contactée par LA Direct Models qui l'invite à venir à Los Angeles. En juin 2008, elle signe un contrat avec Vivid Entertainment.